# Bang Soo-Hyun
Bang Soo-Hyun (en coreano: 방수현; 13 de septiembre de 1972) es una deportista surcoreana que compitió en bádminton, en la modalidad individual.
Participó en dos Juegos Olímpicos de Verano en los años 1992 y 1996, obteniendo dos medallas, plata en Barcelona 1992 y oro en Atlanta 1996. Ganó dos medallas en el Campeonato Mundial de Bádminton en los años 1993 y 1995.

## Palmarés internacional
| Juegos Olímpicos   | Juegos Olímpicos         | Juegos Olímpicos  | Juegos Olímpicos |
| Año                | Lugar                    | Medalla           | Prueba           |
| ------------------ | ------------------------ | ----------------- | ---------------- |
| 1992               | Barcelona (España)       | Medalla de plata  | Individual       |
| 1996               | Atlanta (Estados Unidos) | Medalla de oro    | Individual       |
| Campeonato Mundial |                          |                   |                  |
| Año                | Lugar                    | Medalla           | Prueba           |
| 1993               | Birmingham (Reino Unido) | Medalla de plata  | Individual       |
| 1995               | Lausana (Suiza)          | Medalla de bronce | Individual       |